# Пам'ятники Шевченківського району Києва
Дана стаття призначена для ознайомлення, зокрема візуального, з меморіалами, пам'ятниками, пам'ятними знаками і скульптурами в Шевченківському районі столиці України міста Києва, а також подання коротких відомостей про них.
У одному з центральних міських Шевченківському районі величезне число різноманітних пам'ятників, присвячених видатним особам минувшини, діячам української та інших культур, подіям національної та світової історії.

## Список пам'ятників
Пам'ятники подаються у формі таблиці; за можливістю вказуються вихідні дані — розташування та точні географічні координати, дату встановлення, авторів, додаткові відомості тощо, наводяться фото. Всередині таблиць пам'ятники розміщені за іменами, кому присвячені, а групуються за абеткою. Список є неповним і постійно редагується. До списку, зазвичай, не включаються пам'ятники (переважно бюсти) на території підприємств, натомість паркові, а також на території публічних і культових об'єктів, за можливістю, наводяться.
| Назва | Розташування | Координати                                                                               | Короткі відомості | Зображення                      |
| --- | --- | ---------------------------------------------------------------------------------------- | --- | ------------------------------- |
| Анні Ярославні, пам'ятник                                                                                                   | Львівська площа |                                                                                          | На честь дочки Ярослава Мудрого Анни Київської, королеви Франції. Відкритий 10 листопада 2016 року. |                                 |
| Аліпію, пам'ятний знак | На території Національної академії образотворчого мистецтва і архітектури (Вознесенський узвіз, 20)                | 50°27′30.4″ пн. ш. 30°30′23.9″ сх. д. / 50.458444° пн. ш. 30.506639° сх. д.              | На честь Аліпія Преподобного, святого, іконописця Печерського. |                                 |
| Алієву Гейдару | У сквері на Глибочицькій вулиці                                                                                    | 50°27′44″ пн. ш. 30°29′26.4″ сх. д. / 50.46222° пн. ш. 30.490667° сх. д.                 | Знаходиться біля комплексу будівель Посольства Азербайджану в Україні (вул. Глибочицька, 24) |                                 |
| Андрія Первозваного, скульптура                                                                                             | Перед центральним входом до Українського Дому (вул. Хрещатик, 2)                                                   | 50°27′10.8″ пн. ш. 30°31′37.6″ сх. д. / 50.453000° пн. ш. 30.527111° сх. д.              | Встановлено 2008 року. Скульптура Андрія Первозваного є частиною постійно діючої виставки-експозиції в Українському Домі. |                                 |
| Артистам, засновникам Театру ім. Лесі Українки                                                                              | вулиця Євгена Чикаленка, 15/5                                                                                      | 50°26′40.9″ пн. ш. 30°31′5.2″ сх. д. / 50.444694° пн. ш. 30.518111° сх. д.               | |                                 |
| Архипенку Олександру | На площі Українських Героїв, біля входу до бізнес-центру «Київ-Донбас»                                             | 50°26′23.2″ пн. ш. 30°30′56.7″ сх. д. / 50.439778° пн. ш. 30.515750° сх. д.              | Пам'ятник є збільшеною копією однієї з робіт українського художника і скульптора, одного з основоположників модернізму в мистецтві Олександра Архипенка. Є подарунком компанії «Київ-Донбас» місту Києву. Встановлений у 1997 році. Автори — скульптор Анатолій Валієв, архітектор Вадим Жежерін |                                 |
| Берлінського муру, фрагмент                                                                                                 | Біля відділу канцелярії Посольства Німеччини в Україні (вул. Богдана Хмельницького, 25)                            | 50°26′46.7″ пн. ш. 30°30′39.5″ сх. д. / 50.446306° пн. ш. 30.510972° сх. д.              | Фрагмент Берлінського муру було встановлено й урочисто відкрито як пам'ятник 9 листопада 2009 року в 20-ту річницю падіння Берлінського муру. Пам'ятник встановлено за ініціативою і коштом німецької сторони. Подібні пам'ятні знаки — уламки стіни встановлені в низці інших міст планети, символізуючи неминучість об'єднання штучно поділеного. |                                 |
| Білорусам, загиблим за Україну                                                                                              | вулиця Білоруська, 22                                                                                              | 50°27′47.4″ пн. ш. 30°28′42.6″ сх. д. / 50.463167° пн. ш. 30.478500° сх. д.              | Пам'ятний знак, присвячений білорусам, що загинули під час подій Євромайдану та російсько-української війни. Відкритий 28 березня 2016 року. |                                 |
| Богомольцю Олександру | На Берестейському проспекті, перед корпусом морфології Київського медичного університету                           | 50°27′11.1″ пн. ш. 30°27′28.9″ сх. д. / 50.453083° пн. ш. 30.458028° сх. д.              | |                                 |
| Велосипедистам, що загинули на дорогах, пам'ятний знак                                                                      | Неподалік ст. метро «Лук'янівська» на Лук'янівці                                                                   | 50°27′49″ пн. ш. 30°28′51.2″ сх. д. / 50.46361° пн. ш. 30.480889° сх. д.                 | Пам'ятний знак встановлено 13 грудня 2008 року на місці загибелі в середині 2008 року велосипедиста Олексія Башкирцева під колісами автівки. Пам'ятний знак являє велосипед, офарбований у білий колір, і припаркований біля ліхтарного стовпа. Застосовано ідею подібного знаку в Нью-Йорку (США). |                                 |
| Викладачам і студентам КДХІ, які загинули під час Великої Вітчизняної війни, меморіал                                       | На території Національної академії образотворчого мистецтва і архітектури (Вознесенський узвіз, 20)                | 50°27′28.9″ пн. ш. 30°30′27.8″ сх. д. / 50.458028° пн. ш. 30.507722° сх. д.              | На честь викладачів і студентів КДХІ, які загинули в боротьбі проти німецько-фашистських загарбників у Великій Вітчизняній війні 1941—1945 рр. — меморіальний комплекс зі стелою та дощкою з іменами загиблих. Архітектор Микола Семирог-Орлик. |                                 |
| Воїнам-автомобілістам, полеглим у боях Великої Вітчизняної війни 1941—1945 рр., пам'ятний знак                              | У сквері на Зоологічній вулиці неподалік рогу з Дегтярівською вулицею                                              | 50°27′42.5″ пн. ш. 30°27′52″ сх. д. / 50.461806° пн. ш. 30.46444° сх. д.                 | Пам'ятний знак встановлено на День Перемоги у 28-у річницю перемоги над фашистською Німеччиною — 9 травня 1973 року. Являє собою невелику стелу з червоного каменю з табличкою-присвяченням (текст російською мовою). |                                 |
| Володимиру Великому | У парку на Володимирській гірці                                                                                    | 50°27′22.2″ пн. ш. 30°31′37.3″ сх. д. / 50.456167° пн. ш. 30.527028° сх. д.              | Пам'ятник було відкрито в 1853 році. Пам'ятник встановлено на нижній терасі Володимирської гірки. Автори — скульптори Василь Демут-Малиновський та Петро Клодт, архітектор Олександр Тон. |                                 |
| Героям Небесної Сотні, пам'ятник                                                                                            | Сквер по вулиці Кониського, 11                                                                                     | 50°26′56.0″ пн. ш. 30°29′39.9″ сх. д. / 50.448889° пн. ш. 30.494417° сх. д.              | Відкриття та освячення пам'ятника відбулося 3 вересня 2014 року. На урочистостях були присутні Патріарх Київський та всієї Руси-України Філарет, ректор Національного педагогічного університету ім. Драгоманова Віктор Андрущенко, Іван Драч, Лілія Гриневич. Пам'ятник встановлено коштом мецената, члена наглядової ради університету ім. Драгоманова Станіслава Довгого. Пам'ятник має форму козацького хреста. |                                 |
| Героям-танкістам — визволителям міста Києва                                                                                 | На Берестейському проспекті, 52/2                                                                                  | 50°27′19.8″ пн. ш. 30°26′31.7″ сх. д. / 50.455500° пн. ш. 30.442139° сх. д.              | Встановлений 3 листопада 1968 року (архітектор Едуард Більський) на честь подвигу гвардійців 3-ї танкової армії, які визволяли Київ 6 листопада 1943 року. Являє собою 43-метрову бетонну смугу (символ фронтових шляхів), у кінці якої поставлено танк Т-34. У 1982 році ансамбль монументу було доповнено стелами зі священною землею міст-героїв Радянського Союзу. За СРСР пам'ятник мав назву монумент радянським танкістам, тепер вживається назва — пам'ятник «Героям-танкістам — визволителям міста Києва», знана у народі назва — «танк». |                                 |
| Гефсиманське боріння, скульптурна композиція                                                                                | На території Михайлівського Золотоверхого монастиря                                                                |                                                                                          | |                                 |
| Гончару Олесю | У парку ім. Олеся Гончара на розі вулиць Михайла Коцюбинського і В'ячеслава Липинського                            | 50°26′56.7″ пн. ш. 30°30′15″ сх. д. / 50.449083° пн. ш. 30.50417° сх. д.                 | Автори — скульптор Володимир Чепелик із сином. Капелюх, книга і листя каштану на брилі символізують трепетне ставлення Олеся Гончара до Києва. |                                 |
| Грінченку Борису | На вулиці Бульварно-Кудрявській, біля університету його імені                                                      |                                                                                          | Відкрито 22 серпня 2011. Скульптор — Микола Обезюк, архітектор — Микола Босенко |                                 |
| Громадянам міста Києва і військовополоненим, розстріляним німецько-фашистськими загарбниками в Бабиному яру                 | На території Бабиного Яру                                                                                          | 50°28′16.67″ пн. ш. 30°26′57.3″ сх. д. / 50.4712972° пн. ш. 30.449250° сх. д.            | Відкрито 2 липня 1976 року. Автори — скульптори Михайло Лисенко, Олександр Вітрик і Віктор Сухенко, архітектори Анатолій Ігнащенко, Микола Іванченко і В. Н. Іванченков. Являє собою багатофігурну композицію з бронзи. Загальна висота пам'ятника з боку Дорогожицької вулиці — 10 м, з боку вулиці Юрія Іллєнка — 14 м. |                                 |
| Грушевському Михайлу | На вулиці Володимирській                                                                                           | 50°26′38.7″ пн. ш. 30°30′47.02″ сх. д. / 50.444083° пн. ш. 30.5130611° сх. д.            | Пам'ятник розташований поруч із міським Будинком вчителя, біля будинку колишньої Першої гімназії (на розі бульвару Шевченка та Володимирської вулиці). Збудовано пам'ятник коштом міста Києва; відкрито 1 грудня 1998 року. Автори — скульптор Володимир Чепелик та архітектор Микола Кислий. Бронзова постать Грушевського, що сидить з палицею і капелюхом у руках, спирається на невисокий п'єдестал з сірого граніту. Пропорції та деталі монументу витримані у класицистичній манері. |                                 |
| Дітям, розстріляним у Бабиному Яру                                                                                          | На території Бабиного Яру, біля станції метро «Дорогожичі» на розі вулиць Олени Теліги та Юрія Іллєнка             | 50°28′27.1″ пн. ш. 30°26′58.5″ сх. д. / 50.474194° пн. ш. 30.449583° сх. д.              | Скульптор Валерій Медведєв, архітектори Руслан Кухаренко, Юрій Мельничук (2001) |                                 |
| Довженкові Олександру | На території Кіностудії імені Олександра Довженка                                                                  | 50°27′19.3″ пн. ш. 30°27′23.3″ сх. д. / 50.455361° пн. ш. 30.456472° сх. д.              | Пам'ятник Олександру Довженку роботи скульптора Л. В. Козуба встановлено у 1964 році. Пам'ятник являє собою скульптурний бюст на високому гранітному п'єдесталі |                                 |
| «Дорога смерті» | вулиця Юрія Іллєнка (на розі з Дорогожицькою вулицею)                                                              | 50°28′13.9″ пн. ш. 30°27′54.2″ сх. д. / 50.470528° пн. ш. 30.465056° сх. д.              | Автор — скульптор Костянтин Скритуцький. Встановлений 2 жовтня 2011 року. На табличці напис: «Тут починалася „Дорога смерті“, якою 29 вересня 1941 року фашистські окупанти гнали євреїв на розстріл в Бабин Яр.» |                                 |
| Драгоманову Михайлові | Біля входу до Національного педагогічного університету імені Михайла Драгоманова на вулиці Пирогова, 9             | 50°26′41″ пн. ш. 30°30′25″ сх. д. / 50.44472° пн. ш. 30.50694° сх. д.                    | |                                 |
| Жабаєву Жамбилу | На території парку «Нивки» з боку вулиці Авіаконструктора Ігоря Сікорського                                        | 50°27′51″ пн. ш. 30°25′48″ сх. д. / 50.46417° пн. ш. 30.43000° сх. д.                    | Пам'ятник казахському народному співаку-акину Жамбилу Жабаєву встановлено у квітні 2012 року за ініціативи посольства Казахстану у Києві. Розміщується у східній частині парку «Нивки», що прилучається до вулиці Авіаконструктора Ігоря Сікорського, неподалік від перетину з вулицею Жамбила Жабаєва. Автори — скульптор М. Азмаганбетов, архітектор К. Жарилгапов |                                 |
| Жертвам Голодомору 1932—1933 років, пам'ятний знак                                                                          | Біля Михайлівського Золотоверхого собору на Михайлівській площі                                                    | 50°27′20.43″ пн. ш. 30°31′16.94″ сх. д. / 50.4556750° пн. ш. 30.5213722° сх. д.          | Відкрито 11 вересня 1993 року в рамках загальнонаціональних заходів щодо увіковічення пам'яті загиблих під час Великого Голоду. Знак виконано у вигляді каменя з фігурою розіп'ятої жінки. Його відкриття освячував отець Сергій Ткачук за благословенням Патріарха Володимира. Від підніжжя знаку, розташованого біля входу до Михайлівського собору, від встановлення не зникають живі квіти. |                                 |
| Жертвам Голодоморів, хрест                                                                                                  | Лук'янівське кладовище                                                                                             |                                                                                          | |                                 |
| Жертвам за віру і Батьківщину, пам'ятний хрест                                                                              | Перед Олександрівським костелом на розі Трьохсвятительської і Костьольної вулиць                                   | 50°27′11.7″ пн. ш. 30°31′30.9″ сх. д. / 50.453250° пн. ш. 30.525250° сх. д.              | |                                 |
| Жертвам Куренівської трагедії, пам'ятний знак                                                                               | На території Бабиного Яру, навпроти вулиці Ольжича                                                                 | 50°28′46.2″ пн. ш. 30°27′13.5″ сх. д. / 50.479500° пн. ш. 30.453750° сх. д.              | Встановлено в 2006 році до 45-річчя Куренівської трагедії за ініціативою та на кошти Партії захисників Вітчизни. |                                 |
| Жертвам Сирецького концтабору, пам'ятний знак                                                                               | На території Сирецького парку, навпроти будівлі по вулиці Парково-Сирецькій, 1                                     | 50°28′11″ пн. ш. 30°26′34″ сх. д. / 50.46972° пн. ш. 30.44278° сх. д.                    | |                                 |
| Жертв Чорнобильської катастрофи, меморіал                                                                                   | На перехресті Нагірної вулиці та Смородинського узвозу                                                             | 50°28′33″ пн. ш. 30°28′42″ сх. д. / 50.47581593320142° пн. ш. 30.478251561577206° сх. д. | |                                 |
| Загиблим у Чорнобилі працівникам внутрішніх справ України                                                                   | У приміщенні Головного управління Національної поліції в Київській області, вул. Володимирська, 15                 | 50°27′4.5″ пн. ш. 30°31′20.6″ сх. д. / 50.451250° пн. ш. 30.522389° сх. д.               | |                                 |
| Загиблим працівникам заводу «Будшляхмаш», меморіал                                                                          | Дегтярівська вулиця, 21                                                                                            | 50°27′46″ пн. ш. 30°27′34″ сх. д. / 50.462785° пн. ш. 30.459345° сх. д.                  | Напис на табличці: Вони віддали життя за Батьківщину у війні 1941—1945 Головко А., Козенюк А., Малунов П., Пурін П., бетон |                                 |
| Закоханим ліхтарям | На Майдані Незалежності                                                                                            | 50°27′4.5″ пн. ш. 30°31′20.6″ сх. д. / 50.451250° пн. ш. 30.522389° сх. д.               | |                                 |
| Захисникам кордонів Вітчизни всіх поколінь                                                                                  | Перед будинком Державної прикордонної служби України на Золотоворітській вулиці.                                   | 50°27′04″ пн. ш. 30°30′50.7″ сх. д. / 50.45111° пн. ш. 30.514083° сх. д.                 | Знаходиться на перетині вулиць Золотоворітської, Рейтарська та Георгіївського провулку. Відкрито 26 травня 2004 року. Автори — скульптори Валерій Медведєв, Олександр Родіонов, Юрій Багаліка та архітектор Юрій Лосицький. |                                 |
| «Їжачок у тумані», скульптура                                                                                               | На розі вулиць Золотоворітської, Рейтарської та Георгіївського провулку.                                           | 50°27′4.7″ пн. ш. 30°30′50.2″ сх. д. / 50.451306° пн. ш. 30.513944° сх. д.               | Скульптуру казкового персонажа з радянського мультфільму «Їжачок у тумані» (1975) відкрито наприкінці січня 2009 року. Автором і установником скульптури є міська організація «Київська ландшафтна ініціатива». Голки їжака зроблено з довгих шурупів. |                                 |
| Козак Переможець | На Володимирській вулиці, 33                                                                                       |                                                                                          | Бронзовий пам'ятник захисникам незалежності України встановлено у 2016 році на вулиці Володимирській, навпроти будинку СБУ |                                 |
| Короткевичу Володимиру | Біля білоруського посольства, на вулиці Михайла Коцюбинського, 3.                                                  | 50°26′48″ пн. ш. 30°30′13″ сх. д. / 50.446796° пн. ш. 30.503642° сх. д.                  | Пам'ятник встановлено до 80-річчя білоруського письменника. Виготовлення монументу профінансувало посольство Білорусі, а монтажні роботи виконані за меценатські кошти. Автори білоруси Кастусь Селіханов та Олег Варвашеня. Встановлений 14 травня 2011 року |                                 |
| Котляревському Івану | У сквері на розі вулиць Юрія Іллєнка та Герцена.                                                                   | 50°28′00.5″ пн. ш. 30°28′26.9″ сх. д. / 50.466806° пн. ш. 30.474139° сх. д.              | Пам'ятник українському письменнику, поету, драматургу і громадському діячеві, засновнику сучасної української літератури Іванові Котляревському (1769–1838) відкрито 1975 року. Автори — скульптор Галина Кальченко та архітектор Анатолій Ігнащенко. |                                 |
| Курбасу Лесю | У сквері на Прорізній вулиці, біля будинку № 8                                                                     | 50°26′54.15″ пн. ш. 30°31′11.06″ сх. д. / 50.4483750° пн. ш. 30.5197389° сх. д.          | Пам'ятник відкрито 1 квітня 2002 року. Автори пам'ятника — скульптор Микола Рапай і архітектор В'ячеслав Дормидонтов. |                                 |
| Лесі Українці, скульптура                                                                                                   | На території Національної академії образотворчого мистецтва і архітектури (Вознесенський узвіз, 20)                | 50°27′29.9″ пн. ш. 30°30′26.5″ сх. д. / 50.458306° пн. ш. 30.507361° сх. д.              | Автор — скульптор Володимир Прядка. |                                 |
| Лисенку Миколі | Біля Національної опери України імені Тараса Шевченка на Театральній площі                                         | 50°26′49.42″ пн. ш. 30°30′47.63″ сх. д. / 50.4470611° пн. ш. 30.5132306° сх. д.          | Пам'ятник відкрито 29 грудня 1965 року. Автори — скульптор Олександр Ковальов, архітектор Василь Гнєзділов. Монументальну бронзову фігуру М. В. Лисенка встановлено на постаменті з сірого полірованого граніту. Загальна висота пам'ятника — 7 м. |                                 |
| Лучицькому Володимиру | На вулиці Антона Цедіка, 16                                                                                        | 50°27′35.2″ пн. ш. 30°26′7.6″ сх. д. / 50.459778° пн. ш. 30.435444° сх. д.               | Пам'ятник українському геологу академіку Володимиру Лучицькому встановлено біля входу до будівлі Української геологічної служби | Пам'ятник Володимиру Лучицькому |
| Маркус Тетяні | Бабин Яр, на розі вулиць Олени Теліги і Дорогожицької                                                              | 50°28′13″ пн. ш. 30°26′51″ сх. д. / 50.47028° пн. ш. 30.44750° сх. д.                    | Пам'ятник Герою України Тетяні Маркус. Скульптор Валерій Медведєв |                                 |
| Махтумкулі Фрагі | У скверику на Прорізній вулиці, біля будинку № 5                                                                   | 50°26′52.4″ пн. ш. 30°31′11.3″ сх. д. / 50.447889° пн. ш. 30.519806° сх. д.              | Пам'ятник встановлено за сприяння Посольства Туркменістану в Україні. Бронзовий бюст на гранітному постаменті виготовлений туркменськими майстрами. Пам'ятник було відкрито Президентами Туркменістану й України — Сапармуратом Ніязовим і Леонідом Кучмою 14 травня 2001 року. На постаменті — написи (українською та туркменською): «Махтумкулі Фрагі. Туркменський поет, мислитель, філософ. 1733—1783. Тут братство є звичай і дружба — закон для славних родів і могутніх племен». |                                 |
| «Менора», пам'ятний знак | На території Бабиного Яру                                                                                          | 50°28′32.7″ пн. ш. 30°27′27.4″ сх. д. / 50.475750° пн. ш. 30.457611° сх. д.              | |                                 |
| Мешканцям Шевченківського району, що поклали свої життя у російсько-українській війні, меморіал                             | біля входу до парку «Нивки»                                                                                        | 50°27′33.48″ пн. ш. 30°25′06.6″ сх. д. / 50.4593000° пн. ш. 30.418500° сх. д.            | Встановлено активістами та ветеранами на честь жителів Шевченківського району, що поклали свої життя під час російсько-української війни. На меморіалі — напис українською мовою: «Від вдячних жителів Шевченківського району міста Києва. На вшанування пам'яті мешканців Шевченківського району, які поклали свої життя з 2014 року у війні з російсько-окупаційними військами за незалежність і територіальну цілісність України». Встановлено на місці колишнього пам'ятника радянському партійному діячеві Дем'яну Коротченку, що був демонтований у 2015 році у рамках Ленінопаду |                                 |
| Мотоциклу | На розі вулиць Юрія Іллєнка та Дорогожицької, перед головним корпусом Київського мотоциклетного заводу             | 50°28′13″ пн. ш. 30°27′54.4″ сх. д. / 50.47028° пн. ш. 30.465111° сх. д.                 | |                                 |
| «Навала», паркова скульптура / студентам та викладачам Київського університету, що загинули в 1941 році, захищаючи Київ     | у Ботанічному саді імені академіка Олександра Фоміна                                                               | 50°26′37.4″ пн. ш. 30°30′23.8″ сх. д. / 50.443722° пн. ш. 30.506611° сх. д.              | Пам'ятник встановлено 1985 року на території Ботанічного саду імені академіка О. В. Фоміна на честь студентів та викладачів Київського університету, що загинули 1941 року захищаючи Київ. Автор — скульптор В. Селівер. |                                 |
| Ользі княгині, св. рівноапостольним Кирилу і Мефодію, св. апостолу Андрію Первозваному                                      | На Михайлівській площі                                                                                             | 50°27′19.45″ пн. ш. 30°31′14.15″ сх. д. / 50.4554028° пн. ш. 30.5205972° сх. д.          | Закладення пам'ятника освятили у серпні 1909 року. Відкриття відбулося 4 вересня 1911 року. Автор проекту — український скульптор, режисер та драматурга Іван Кавалерідзе (у співавторстві з Федором Балавенським, Петром Сниткіним та Валеріяном Риковим). Вже 1919 року статую Ольги скинули з п'єдесталу, у березні 1923 року — зняли статуї апостола та просвітників, а у 1926 році взагалі демонтували постамент. На його місці розташували клумбу, під якою закопали статую княгині Ольги, розламану на безліч шматків. Пам'ятник було відновлено у 1995–1996 роки скульпторами Віталієм Сівком, Миколою Біликом (фігури Кирила і Мефодія, фігура княгині Ольги) та Віталієм Шишовим (фігура Андрія Первозваного). Урочисто відкрито 25 травня 1996 року. |                                 |
| Паніковському | У сквері біля будівлі № 4 на Прорізній вулиці                                                                      | 50°26′52.9″ пн. ш. 30°31′16.5″ сх. д. / 50.448028° пн. ш. 30.521250° сх. д.              | Відкриття пам'ятника відбулося 31 травня 1998 року. Автори скульптури — Володимир Щур та Віталій Сівко, архітектор — Володимир Скульський. Пам'ятник «людині без паспорта», персонажеві роману Іллі Ільфа і Євгена Петрова «Золоте теля», Михайлові Самуельовичу Паніковському, поставлено трохи вище за місце, де за текстом роману він, «Великий Сліпий», «працював». Бронзова статуя (заввишки 1,97 м) має портретні риси виконавця ролі Паніковського — радянського актора Зиновія Гердта, чия людська і творча доля багато в чому пов'язана з Києвом. |                                 |
| Коту Пантелеймону | Золотоворітський сквер                                                                                             | 50°26′55.5″ пн. ш. 30°30′45.6″ сх. д. / 50.448750° пн. ш. 30.512667° сх. д.              | Знаходиться у Золотоворітському сквері, навпроти ресторану «Пантагрюель», де мешкав кіт. Встановлений у 1998 році на добровільні пожертви киян у пам'ять про тварину, що загинула під час пожежі у ресторані. Нині — один з найвідоміших та найпопулярніших пам'ятників міста. Автор пам'ятника — скульптор Богдан Мазур. |                                 |
| Першій школі Київської Русі                                                                                                 | На Старокиївській горі, неподалік липи Петра Могили                                                                |                                                                                          | |                                 |
| Пам'ятний хрест на честь киян, що загинули під час розорення Києва у 1240 році                                              | Володимирська вулиця, на схід від фундаментів Десятинної церкви                                                    |                                                                                          | Кам'яний хрест з літописною цитатою, перед ним на землі — напівкругла плита з інформаційним написом. |                                 |
| Патона Бориса, бюст | Біля приміщення Президії НАН України з боку вулиці Богдана Хмельницького                                           | 50°26′44.4″ пн. ш. 30°30′51.7″ сх. д. / 50.445667° пн. ш. 30.514361° сх. д.              | |                                 |
| Перемоги, стела / Захисникам та визволителям міста Києва, пам'ятний знак                                                    | у центрі Галицької площі                                                                                           | 50°26′49.2″ пн. ш. 30°29′29.9″ сх. д. / 50.447000° пн. ш. 30.491639° сх. д.              | 43-метровий обеліск встановлено на площі 1982 року на честь оборони Києва під час Другої світової війни. Стела, облицьована білим мармуром, увінчана позолоченою зіркою. Автори —архітектори Володимир Петрович Лашко й Леонід Іванович Семесюк |                                 |
| Першій бібліотеці, пам'ятний знак / Бібліотеці Софійського собору, пам'ятна стела                                           | На території Софійського собору                                                                                    | 50°27′9.2″ пн. ш. 30°30′50.8″ сх. д. / 50.452556° пн. ш. 30.514111° сх. д.               | Встановлено 1969 року на честь його бібліотеки, що традиційно вважається першою на Русі́-Україні (заснована князем Ярославом Мудрим в ХІ столітті). Автор — український скульптор Іван Кавалерідзе. |                                 |
| Пам'яті працівників кіностудії, які полягли за Батьківщину 1941—1945, пам'ятний знак                                        | Берестейський проспект, 44 (на території Кіностудії імені Олександра Довженка)                                     |                                                                                          | |                                 |
| Приймаченко Марії | На території (перед входом) Національної академії образотворчого мистецтва і архітектури (Вознесенський узвіз, 20) | 50°27′29.7″ пн. ш. 30°30′23.6″ сх. д. / 50.458250° пн. ш. 30.506556° сх. д.              | Пам'ятник українській примітивістській художниці Марії Примаченко було відкрито на території Національної академії образотворчого мистецтва й архітектури 24 червня 2009 року. Автор — скульптор Федір Богинський. |                                 |
| Приходьку Я. С. | На території Національної академії образотворчого мистецтва і архітектури (Вознесенський узвіз, 20)                | 50°27′28.9″ пн. ш. 30°30′27.3″ сх. д. / 50.458028° пн. ш. 30.507583° сх. д.              | Встановлено 1963 року на честь художника-воїна, студента Київського художнього інституту, який загинув смертю хоробрих під час Великої Вітчизняної війни. Автор — скульптор Нонна Карбовська. |                                 |
| Ректорам, професорам, викладачам та студентам Київської духовної академії                                                   | На території Михайлівського Золотоверхого монастиря                                                                |                                                                                          | |                                 |
| Рєпіну Іллі | на Терещенківській вулиці                                                                                          | 50°26′32.02″ пн. ш. 30°30′53.14″ сх. д. / 50.4422278° пн. ш. 30.5147611° сх. д.          | Пам'ятник відкрито в 1984 році, встановлено перед будівлею Національного музею «Київська картинна галерея» (Терещенківська вулиця, 9). Автор — скульптор Олег Комов. Являє собою скульптурну фігуру Іллі Рєпіна на прямокутоному п'єдесталі із сірого граніту. На головній стороні п'єдесталу — бронзове факсиміле. Пам'ятник подарований Спілкою художників СРСР до 1500-річчя Києва. |                                 |
| Робітникам, інженерно-технічним робітникам та службовцям трамвайного депо, що полягли у Великій Вітчизняній війні, меморіал | У сквері на розі Дегтярівської та Білоруської вулиць на Лук'янівці                                                 | 50°27′43.1″ пн. ш. 30°28′47.5″ сх. д. / 50.461972° пн. ш. 30.479861° сх. д.              | Архітектор Олег Стукалов |                                 |
| Розстріляним православним священикам, пам'ятний хрест                                                                       | На території Бабиного Яру                                                                                          | 50°28′33″ пн. ш. 30°27′30″ сх. д. / 50.47583° пн. ш. 30.45833° сх. д.                    | |                                 |
| Світові, знівеченому нацизмом // Жертвам нацистського терору                                                                | На території Бабиного Яру, з боку Дорогожицької вулиці                                                             | 50°28′12″ пн. ш. 30°26′59″ сх. д. / 50.47000° пн. ш. 30.44972° сх. д.                    | Пам'ятний (пам'ятний знак) установлено 22 червня 2005 року (у 64-у річницю початку Великої Вітчизняної війни). Автори — скульптори Павло Боцвін та Тетяна Давидова. |                                 |
| Святославу князю Київському                                                                                                 | На Пейзажній алеї вздовж Великої Житомирської вулиці                                                               | 50°27′22.5″ пн. ш. 30°30′42.8″ сх. д. / 50.456250° пн. ш. 30.511889° сх. д.              | Встановлений у 2004 році. Автори — скульптор Олексій Пергаменщик та архітектор Антоніна Пергаменщик. Є подарунком місту від авторів. |                                 |
| Терещенку Ніколі | На території Національної дитячої спеціалізованої лікарні «Охмадит» (вул. Чорновола, 28/1)                         | 50°27′4″ пн. ш. 30°28′58″ сх. д. / 50.45111° пн. ш. 30.48278° сх. д.                     | Пам'ятник підприємцю і благодійнику Ніколі (Николі) Терещенку урочисто (за участі представників влади і православ'я) відкрили 20 червня 2009 року (напередодні Дня медика) на території Науково-практичного центру дитячої кардіології та кардіохірургії Національної дитячої спеціалізованої лікарні «Охмадит». Встановлення пам'ятника стало можливим завдяки зусиллям Піклувальної ради, що патронує Кардіоцентр. На церемонію відкриття пам'ятника спеціально прибули нащадки Ніколи Терещенка з Франції, зокрема, прямий праправнук великого мецената Мішель Терещенко з родиною. |                                 |
| Флори, статуя-фонтан | У Ботанічному саді імені академіка Олександра Фоміна на розі бульвару Шевченка і вулиці Симона Петлюри             |                                                                                          | |                                 |
| Футболістам київського «Динамо» та мирним жителям, розстріляним у 1943 році, пам'ятний знак                                 | Неподалік території Сирецького концтабору на Сирці                                                                 | 50°28′33″ пн. ш. 30°26′43″ сх. д. / 50.47583° пн. ш. 30.44528° сх. д.                    | Відкритий 1999 року. Скульптор — Юрій Багаліка, архітектор — Руслан Кухаренко |                                 |
| Хмельницькому Богдану | Софійська площа | 50°27′12.9″ пн. ш. 30°30′59.4″ сх. д. / 50.453583° пн. ш. 30.516500° сх. д.              | Пам'ятник урочисто відкритий 11 липня 1888 року на Софійській площі в рамках святкування 900-річчя прийняття християнства. Є одним із символів Києва, пам'яткою мистецтва XIX століття |                                 |
| Художникам-жертвам репресій                                                                                                 | Перед Національною академією образотворчого мистецтва і архітектури (Вознесенський узвіз, 20)                      | 50°27′29″ пн. ш. 30°30′22″ сх. д. / 50.45806° пн. ш. 30.50611° сх. д.                    | На бронзовій дошці — імена репресованих митців: Аделаїда Артюхова (1902—1936), Михайло Бойчук (1882—1937), Михайло Гаврилко (1882—1922), Володимир Гагенмейстер (1887—1938), Сергій Гиляров (1887—1946), Алла Горська (1929—1970), Ольга Деконська (1885—1937), Дмитро Дяченко (1887—1942), Федір Ернст (1891—1942), Микола Івасюк (1865—1937), Микола Касперович (1885—1938), Григорій Коваленко (1868—1937), Наталя Коцюбинська (1896—1939), Іван Крашановський (1884—1939), Кость Кржемінський (1893—1937), Георгій Крушевський (1863—1938), Євген Кузьмін (1871—1942), Петро Лапін (1887—1937), Іван Липківський (1892—1937), Микола Макаренко (1877—1938), Олексій Маренков (1886—1942), Юхим Михайлів (1885—1935), Олександр Мурашко (1875—1919), Софія Налепінська-Бойчук (1884—1937), Леонід Обозненко (1884—1937), Никанор Онацький (1874—1937), Іван Падалка (1894—1937), Борис Пилипенко (1892—1937), Гаврило Пустовійт (1900—1947), Яків Риженко (1892—1974), В'ячеслав Розвадовський (1875—1943), Олександр Рубан (1900—1943), Василь Седляр (1899—1937), Євген Ситнянський (1907—1937), Кость Сліпко-Москальців (1901—?), Євгенія Спаська (1891—1980), Яків Струхманчук (1884—1937), Микола Філянський (1873—1938), Василь Хмурий (Бутенко) (1896—1940), Федір Шміт (1877—1937), Ілля Шульга (1878—1938). |                                 |
| Шандору Петефі | бульварна частина Бульварно-Кудрявської вулиці між будинками № 8 та № 11                                           | 50°27′13″ пн. ш. 30°30′11″ сх. д. / 50.453549° пн. ш. 30.503170° сх. д.                  | Погруддя угорському поетові Петефі Шандору встановлене 12 грудня 2009 року у відповідності двостороннім домовленостям мерів міст-побратимів Києва та Будапешта Леоніда Черновецького та Габора Демскі за кошти міської влади Будапешта та меценатів. |                                 |
| Шевченкові Тарасу | Парк Шевченка | 50°26′30.25″ пн. ш. 30°30′46.75″ сх. д. / 50.4417361° пн. ш. 30.5129861° сх. д.          | Пам'ятник урочисто відкритий 6 березня 1939 року у парку Шевченка, навпроти Київського університету, з нагоди 125-ліття з дня народження великого українця. Є одним із символів Києва. Автори пам'ятника — скульптор Матвій Манізер та архітектор Євген Левінсон. |                                 |
| Шевченкові Тарасу, пам'ятник                                                                                                | на території кіностудії імені Олександра Довженка (Берестейський проспект, 44)                                     |                                                                                          | |                                 |
| Шевченкові Тарасу, погруддя                                                                                                 | на території Національної академії образотворчого мистецтва і архітектури (Вознесенський узвіз, 20)                | 50°27′30.8″ пн. ш. 30°30′24.7″ сх. д. / 50.458556° пн. ш. 30.506861° сх. д.              | Автор — скульптор Михайло Лисенко, архітектор Ірфан Шемседінов, різьбяр по каменю А. Клименко. |                                 |
| Шевченкові Тарасу, погруддя                                                                                                 | на подвір'ї Літературно-меморіального будинку-музею Тараса Шевченка (Провулок Тараса Шевченка, 8)                  | 50°27′4.1″ пн. ш. 30°31′14.1″ сх. д. / 50.451139° пн. ш. 30.520583° сх. д.               | Встановлене в 1946 році. |                                 |
| Шевченкові Тарасу, погруддя                                                                                                 | в дворі будинку № 10 по вулиці Довженка                                                                            | 50°27′31″ пн. ш. 30°26′52″ сх. д. / 50.458633° пн. ш. 30.447825° сх. д.                  | |                                 |
| Ярославу Мудрому | у Золотоворітському сквері                                                                                         | 50°26′56.1″ пн. ш. 30°30′47″ сх. д. / 50.448917° пн. ш. 30.51306° сх. д.                 | Знаходиться у Золотоворітському сквері, біля Золотих воріт. Бронзова постать князя Ярослава Мудрого, що сидить з макетом Софії Київської в руках, встановлений у 1997 році. Автор — Іван Кавалерідзе створив макет ще 1899 року. |                                 |
| На честь 1020-ліття Хрещення Київської Русі, пам'ятний хрест                                                                | на території Храму Святого Василя Великого чину Василіан (Вознесенський узвіз, 7)                                  |                                                                                          | Встановлено 2008 року |                                 |
| На честь обрання Віктора Ющенка Гетьманом Українського козацтва, пам'ятний камінь                                           | Софійська площа | 50°27′12.9″ пн. ш. 30°30′59.4″ сх. д. / 50.453583° пн. ш. 30.516500° сх. д.              | Напис на брилі, встановленій з тильного боку постамента пам'ятника Богдану Хмельницькому посередині Софійської площі, каже: «На цьому місці 22 січня 2005 р. вільними голосами на Великій Раді Українського козацтва був обраний, присягнув і висвячений на Гетьмана України народний Президент Віктор Ющенко. Слава Україні !». Існують критичні зауваження щодо значимості пам'ятника. |                                 |

## Виноски
1. ↑  за інформацією Оргкомітету Українського Дому
2. ↑  Снігур Олег «Лупайте сю Стіну!». Перед посольством Німеччини у Києві встановили справжній фрагмент Берлінського муру // «Україна молода» № 209 за 10 листопада 2009 року
3. ↑  У Києві встановили пам'ятник загиблим велосипедистам (РЕПОРТАЖ) // інф. за 13 грудня 2008 року на Електронна версія 5-го каналу
4. ↑  У Києві відкрили пам'ятник Героям Небесної Сотні
5. ↑  Радянським танкістам монумент // Київ. Енциклопедичний довідник / За ред. А. В. Кудрицького. — К.: УРЕ, 1981. — С. 517.
6. ↑  Заходи до Дня Перемоги (2009) [Архівовано 8 січня 2015 у Wayback Machine.] на Офіційний сайт районної ради та районної державної адміністрації Шевченківського району міста Києва [Архівовано 11 грудня 2007 у Wayback Machine.]
7. ↑  У столиці з'явився пам'ятник Грінченку. ФОТО
8. ↑  Київ: Енциклопедичний довідник / за редакцією А. В. Кудрицького. — К. : Головна редакція Української радянської енциклопедії, 1981. — 736 с., іл.
9. ↑  www.kievpress.net. Архів оригіналу за 8 січня 2015. Процитовано 24 вересня 2012.
10. ↑  У Києві встановлять пам'ятник казахському поетові Жамбилу Жабаєву. www.unian.ua. УНІАН. 05 березня 2010. Процитовано 11 серпня 2020.{{cite web}}:  Обслуговування CS1: Сторінки з параметром url-status, але без параметра archive-url (посилання)
11. ↑  Пам’ятник Жамбілу Жабаєву в Києві. ua.kiev-foto.info. Київфото. 04 серпня 2017. Архів оригіналу за 25 січня 2021. Процитовано 11 серпня 2020.
12. ↑  Пам'ять жертв Голодомору: подвійний стандарт [Архівовано 18 вересня 2008 у Wayback Machine.] // інф. на ЛІГА.Новини [Архівовано 5 червня 2010 у Wayback Machine.]
13. ↑  Цікавий Київ
14. ↑  У Києві поставили пам'ятник «Їжачкові в тумані» (фото) // повідомлення УНІАН за 27 січня 2009 року
15. ↑  У Києві встановлять пам'ятник Володимиру Короткевичу. Архів оригіналу за 25 червня 2011. Процитовано 27 червня 2011.
16. ↑  У Кіеве ўсталявалі помнік У. Караткевічу
17. ↑  Корній Л. П. Лисенко Микола Віталійович // Енциклопедія історії України: Т. 6: Ла-Мі [Електронний ресурс]
18. ↑  Національна опера України імені Тараса Шевченка та пам'ятник Миколі Лисенку (Київ) // ZeFt (zeft.in.ua)
19. ↑  У Шевченківському районі Києва відкрито меморіал в пам’ять про полеглих за незалежність України. www.medbat.org.ua. Перший Добровольчий Мобільний Шпиталь імені Миколи Пирогова. 13 жовтня 2019. Процитовано 11 серпня 2020.{{cite web}}:  Обслуговування CS1: Сторінки з параметром url-status, але без параметра archive-url (посилання)
20. ↑  Офіційний вебсайт до Дня Києва-2008. Архів оригіналу за 13 квітня 2010. Процитовано 25 квітня 2011.
21. ↑  Бібліотеці Софійського собору пам'ятна стела // Київ. Енциклопедичний довідник / За ред. А. В. Кудрицького. — К.: УРЕ, 1981. — С. 63.
22. ↑  Грига Вадим У Києві відкрили пам'ятник Марії Приймаченко[недоступне посилання] // інф. за 24 червня 2009 року Укрінформ
23. ↑  Приходьку Я. С. пам'ятник // Київ. Енциклопедичний довідник / За ред. А. В. Кудрицького. — К.: УРЕ, 1981. — С. 498
24. ↑  П. М. Калугин. Памятник Репину И. Е. // Памятники российским деятелям истории и культуры в Украине. Каталог-справочник. Киев. 2008. С. 22—23. ISBN 978-966-8325-87-8 (рос.)
25. ↑  Про пам'ятник на wikimapia.org
26. ↑  У Києві відкрили пам'ятник меценату Терещенку // інф. за 26 червня 2009 року УНІАН
27. ↑  22.06.2009. КИЇВ. Предстоятель УПЦ взяв участь у відкритті пам'ятника меценату Николі Терещенку // інф. за 22 червня 2009 року на pravoslavye.org.ua («Україна Православна», український православний сайт) [Архівовано 14 травня 2011 у Wayback Machine.]
28. ↑  В Киеве открыли памятник венгерскому поэту Шандору Петефи. Корреспондент.net від 14 грудня 2012 року(рос.)
29. ↑  Монументи (збудовані після 1917 р.) // Визначні пам'ятки міста // Історія Києва на pupils.rl.kiev.ua. Архів оригіналу за 4 березня 2007. Процитовано 25 квітня 2011.
30. ↑  Найнедолугіші пам'ятники Києва на nashkiev.ua (рос.). Архів оригіналу за 25 червня 2009. Процитовано 25 квітня 2011.